# Histoire de Saint-Christophe-et-Niévès
 (juin 2014).
Si vous disposez d'ouvrages ou d'articles de référence ou si vous connaissez des sites web de qualité traitant du thème abordé ici, merci de compléter l'article en donnant les références utiles à sa vérifiabilité et en les liant à la section « Notes et références ».

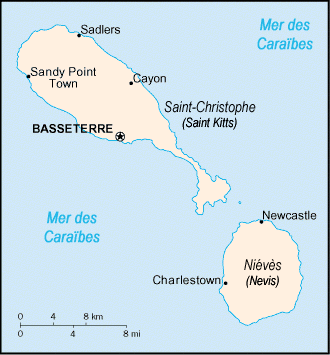
Les îles de Saint-Christophe et de Niévès, formant l'État de Saint-Christophe-et-Niévès (en anglais Saint Kitts and Nevis).

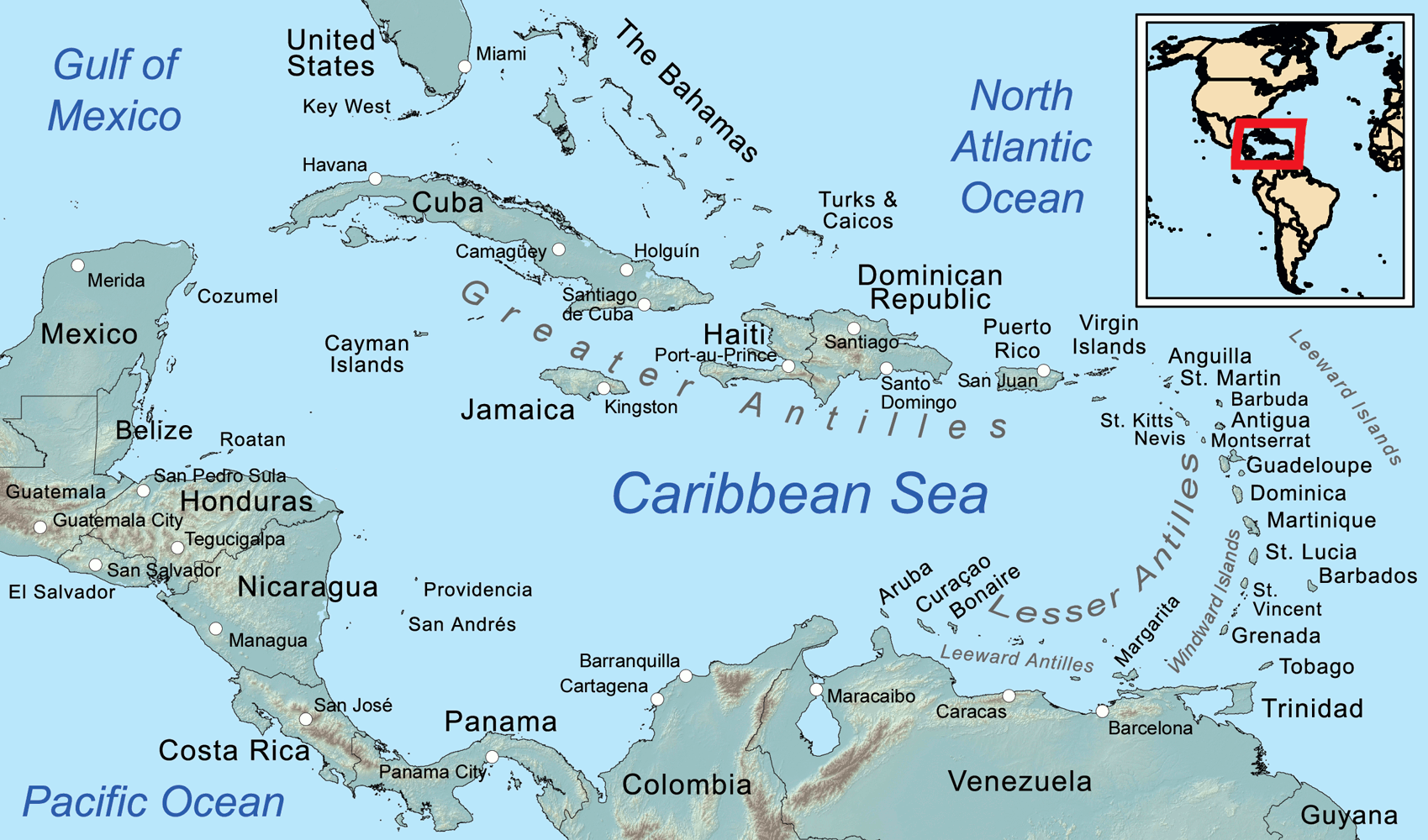
Espace caraïbe.

L’histoire coloniale de Saint-Christophe-et-Niévès commence globalement vers 1500 avec l'arrivée de navigateurs européens, lorsque, lors de son deuxième voyage, Christophe Colomb note en 1493 avoir aperçu l'ensemble, sans débarquer, et nomme la plus grande, en son honneur, « San Cristóbal ».
La grande île était nommée par les indigènes « Liamaiga »,. Les colons français la nomment  « Saint-Christophe » et les Anglais « Saint-Christopher », ou plus récemment sous le diminutif de « Saint-Kitts ». Les colons anglais nomment « Nevis » par phonétique à partir de son nom espagnol « Nieves », ce qui donne Niévès en français. La dénomination anglaise courante est Saint Kitts and Nevis.
Bien que situées à un peu plus de trois kilomètres l’une de l’autre, les deux îles de Saint-Christophe et Niévès sont largement reconnues comme entité séparée jusqu'à leur union forcée au XIXe siècle.
L'ensemble, de 261 km2 (170+93, environ), est peuplé de 53 821 habitants en 2020, contre 4 061 enen 1991, 51 000 en 1960, 39 872 en 1871 Christophiens, très majoritairement Afro-Caribéens (92,7  %, et 2,2 % de Métis), parlant anglais britannique et/ou anglais caribéen (en) et/ou créole de Saint Kitts (en).
La protohistoire des Petites Antilles et de ces deux îles renvoie aux IIIe millénaire av. J.-C., avec l’arrivée des premiers habitants, des Amérindiens des Antilles.

## Avant 1500: peuplements indigènes

### Premiers peuplements (2900 AEC - 800)
Près de 3000 ans av. J.-C., des populations pré-agricoles et pré-céramiques migrent vers le sud depuis l'archipel de la Floride et arrivent sur les îles de Saint-Christophe et de Niévès. Ces chasseurs-cueilleurs ont été considérés à tort pendant des années comme étant les Ciboneys, une tribu amérindienne de Cuba, mais des preuves archéologiques ont prouvé qu'ils étaient en réalité un groupe tout simplement nommé "Archaïque". En quelques centaines d'années, cette population archaïque disparaît.

### Période saladoïde (1000 AEC- 1000)
Autour de 1000 AEC, les peuples saladoïdes, qui utilisent la céramique et pratiquent l'agriculture, colonisent les îles depuis les rives de l'Orénoque au Venezuela.

### Période Igneri (800-1300)
Les populations saladoïdes sont remplacés vers 800 par les Igneri (en), membres de la tribu des Arawaks, qui ont suivi le même chemin depuis l'Orénoque.
Les Igneri sont un peuple épris de paix et très religieux. Ils peuplent densément les deux îles, culminant à une population estimée de 5 000 personnes.
L'arrivée des guerriers kalinagos, autour de 1300, chasse rapidement les Igneri des deux îles en les forçant à migrer plus au nord, vers les Grandes Antilles.

### Période Kalinago (1300-1626)

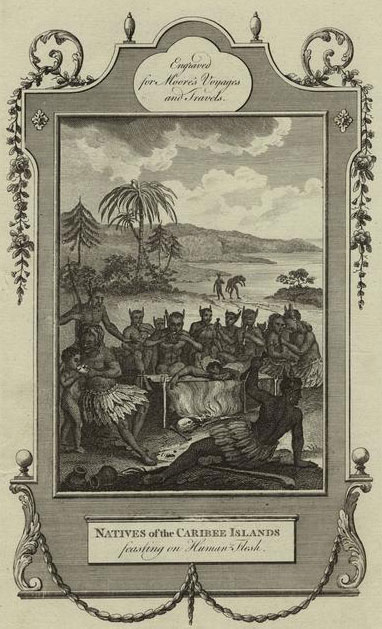
Le mythe du cannibalisme des Kalinagos, représentés ici avec des cornes de diable par John Hamilton Moore en 1778.

Les Kalinago (Caraïbe, Karib) nomment les deux îles Liamuiga (île fertile) pour Saint-Christophe et Oualie (terre des belles eaux) pour Niévès. Les îles de Liamuiga et Oualie marquent l'avancée la plus septentrionale des Kalinago en termes de résidence permanente, et il est probable que ces derniers auraient réussi à occuper tout l'archipel des Petites Antilles sans l'arrivée des Européens. Les deux îles sont les principales bases utilisées par les Kalinago pour attaquer les populations Tainos orientales des îles Vierges et de Porto Rico et sont aussi d'une importance cruciale pour les routes commerciales kalinagos vers le Nord.

## Période coloniale européenne (c. 1500-1983)

### Arrivée des premiers Européens (1493 - c. 1550)
Les premiers Européens à découvrir les îles Liamuiga et Oualie sont les Espagnols en 1493, lors du second voyage de Christophe Colomb. Colomb nomme Liamuiga Sant-Jago (Saint-Jacques), cependant, une mauvaise interprétation des cartes par les explorateurs espagnols qui ont suivi lui ont finalement attribué le nom de San Cristobal (Saint-Christophe), un nom appliqué à l'origine à l'île de Saba située vingt miles au nord. Oualie est baptisée Nuestra Señora de las Nieves (« Notre-Dame des Neiges » en espagnol), parce que la couronne de nuages blancs qui couvre habituellement le sommet de son pic volcanique a rappelé aux Espagnols l'ancien miracle catholique de Notre-Dame des Neiges.
En 1538, des réfugiés huguenots français de la ville de pêcheurs de Dieppe établissent une petite ville sur la côte du nord de l'île de Saint-Christophe, également appelée « Dieppe » (actuellement Dieppe Bay Town).
Cette première tentative non-espagnole de colonisation des Antilles est éphémère, puisque, quelques mois après sa fondation, la ville est pillée par les Espagnols et tous les habitants sont expulsés. Les restes de l'un des bâtiments est maintenant le sous-sol de la maison principale dans le Golden Lemon Hôtel.

### Tentatives d'implantation (1600-1623)
Il faut attendre 1607 pour voir à nouveau un Européen aborder ces îles, lorsque le capitaine John Smith de Jamestown, en route pour fonder la première colonie réussie en Virginie, s'arrête à Niévès pendant cinq jours . Smith documente les nombreuses sources chaudes de l'île, dont les eaux avaient des capacités curatives remarquables contre les affections de la peau et la mauvaise santé.
Au début du XVIIe siècle, un capitaine de la marine anglaise, Sir Thomas Warner, met les voiles avec un équipage en vue de fonder une colonie sur la côte de Guyane. 
Sa colonie étant un échec du fait de la maladie qui ravage son équipage, des conditions météorologiques inhabituelles, et des raids des Caraïbes, un ami de Warner lui suggère d'essayer de coloniser l'une des îles des Petites Antilles à cause de leurs conditions plus favorables. 
En 1623, Warner abandonne donc son poste en Guyane et navigue vers le nord à travers l'archipel des Petites Antilles. 
Après vérification de chaque île, il décide que Saint-Christophe se révèle être le site le mieux adapté pour établir une colonie anglaise, en raison de sa position centrale stratégique idéale pour l'expansion, la présence d'une population indigène sympathique, un sol fertile, de l'eau douce en abondance, et d'importants gisements de sel. 
Il débarque sur l'île avec sa famille et fait la paix avec les populations kalinagos locales, dont le chef est Ouboutou Tegremante. 
Warner retourne ensuite en Angleterre pour recueillir davantage d'hommes afin d'établir officiellement une colonie sur l'île.
On peut ajouter, que l'ile est sur la trajectoire la plus courte en venant d'Europe, ce qui compte tenu des conditions de navigation à voile du 17e siècle, représentera un avantage certain pour son développement et un choix stratégique majeur du capitaine Warner.

### Période coloniale anglo-française (1624-1713)
En 1624, Thomas Warner revient sur l'île et établit la colonie de Saint-Christopher, la première colonie anglaise dans les Caraïbes. Les colons fondent une ville portuaire à Old Road, juste en dessous du village-capitale du chef kalinago Tegremante.
En 1625, le flibustier normand Pierre Belain d'Esnambuc quitte la France dans l'espoir d'établir une colonie sur une île des Antilles, après avoir entendu parler du succès des Anglais sur Saint-Christophe. 
Lancé à la poursuite d’un galion espagnol de forces supérieures, sa flotte est détruite dans un affrontement avec la marine espagnole qui le laisse avec seulement son navire amiral. Il se voit dans l'obligation de se retirer à Saint-Christophe pour réparer. Warner a pitié des colons français et leur permet de s'installer sur l'île, faisant de Saint-Christophe le site de la première colonie française permanente dans les Caraïbes. Les colons français se logent dans les ruines de la ville abandonnée de Dieppe qu'ils reconstruisent. Warner accepte également volontiers les Français dans une tentative de repousser les Kalinago locaux, qu'il suspecte de plus en plus.

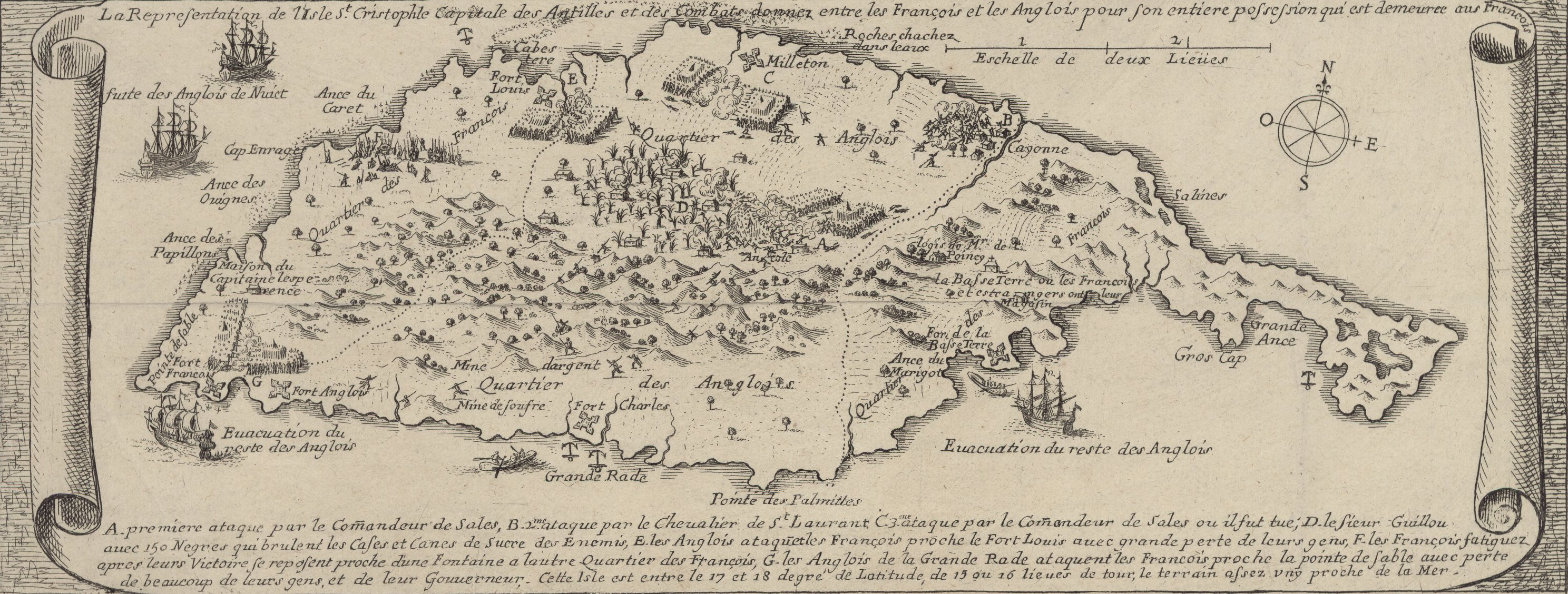
Carte de l'île de Saint-Christophe en 1666, faisant apparaître les parties anglaise et française.

Belain d'Esnambuc prend possession de l'île et un traité de partition de l'île est ratifié avant qu'il ne retourne en France afin de solliciter l'attention de la monarchie française. L'île est divisée en trois : les deux extrémités sont françaises (Basseterre et Capisterre (en)), alors que la section au milieu est anglaise. Pendant l'occupation binationale de l'île, les uns les autres doivent constamment passer d'un quartier à l'autre pour se déplacer puisque le milieu, montagneux et couvert d'une dense forêt tropicale, est difficilement accessible. Saint-Christophe devient le berceau de la colonisation des Antilles par la France et l'Angleterre, et sa possession est contestée entre les Français et les Anglais pour plus d'un siècle.
En 1626, après de nombreuses escarmouches, contre l'accaparement et le défrichement de terres par les colons franco-anglais, à la suite d'une embuscade menée (avec également des indigènes d'autres îles) par le chef kalinago Ouboutou Tegremante (en) (?-1626), se déroule, sur Saint-Christophe, le dernier génocide Kalinago (en), faisant près de 2 000 victimes indigènes et 100 colons. La plupart des autres indigènes participants (sans doute 2 000) s'enfuient dans les montagnes : les survivants sont pourchassés, réduits en esclavage. En 1640, les derniers sont expulsés vers la Dominique. Le tout selon les récits du missionnaire et botaniste Jean-Baptiste Du Tertre (1610-1687) : cela concerne entre autres Thomas Warner (1580-1649), Pierre Belain d'Esnambuc (1585-1636), François Levasseur (?-1652).
Entre 1626 et 1628, un navire corsaire français s’empare de deux caravelles contenant 57 morisques et mulâtres, qui sont débarqués à Saint-Christophe. C'est la première introduction d'esclaves connue dans une colonie française. 
Le commerce avec des navires négriers étrangers, bien qu’illégal, vient d'être toléré par les autorités coloniales. Au début de 1629, la colonie française de Saint-Christophe compte officiellement 500 colons français et 52 Noirs (40 hommes, 12 femmes).

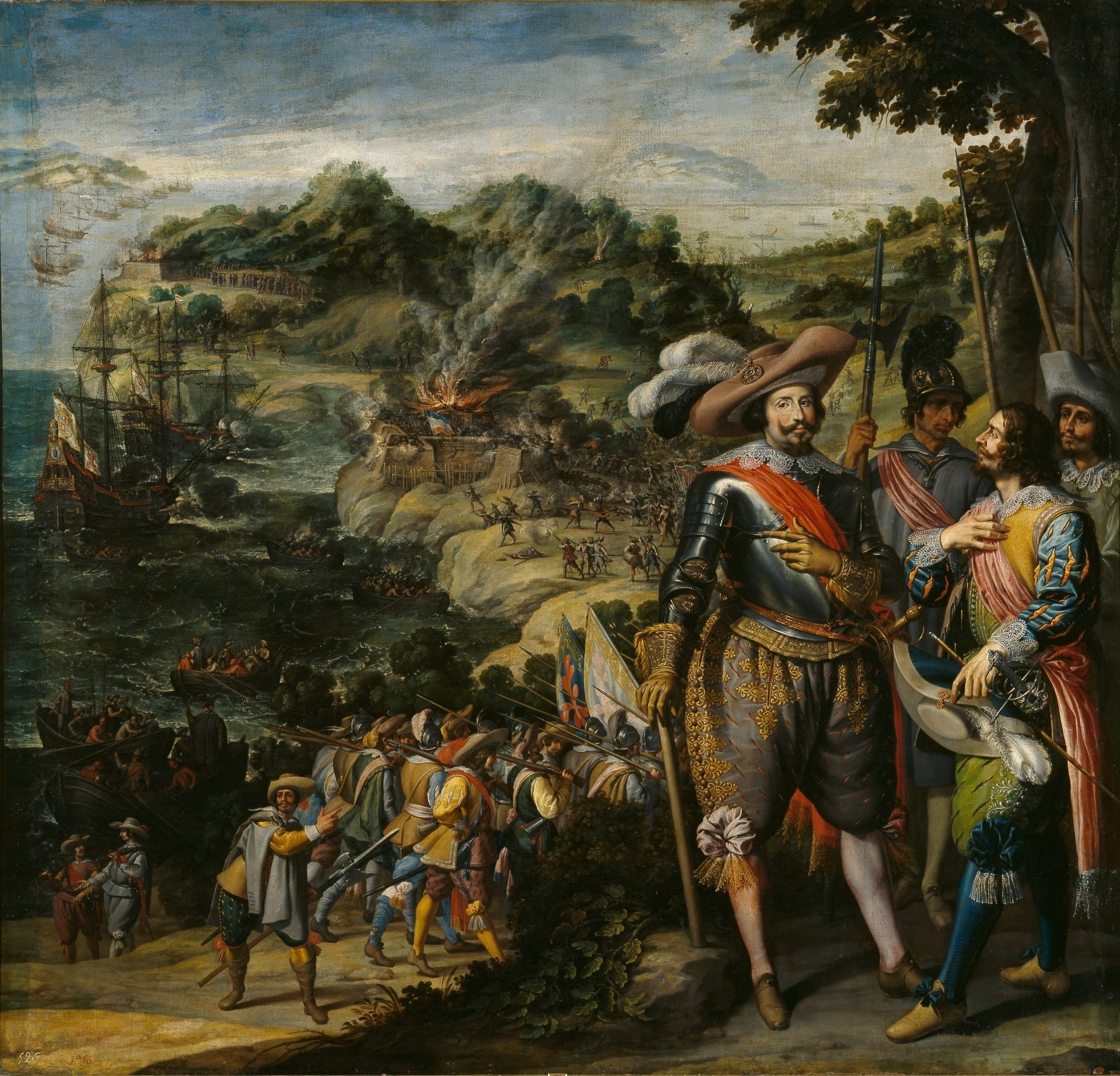
Débarquement des Espagnols menés par de Don Fadrique de Toledo à Saint-Christophe (1629).

Le 8 septembre 1629, une flotte espagnole attaque les établissements français et anglais de l'île de Saint-Christophe et s'emparent des établissements le 18 septembre. Ils déportent 120 colons français et 600 anglais, mais ils ne sont pas en position pour occuper l'île. Le capitaine français Giron débarque à Saint-Christophe quelque temps après, dans l'Anse-aux-Papillons et découvre qu'une partie des colons anglais — qui s'étaient réfugiés dans les bois environnant pendant l'attaque espagnole — sont revenus et se sont emparés des biens des colons français. Les actions diplomatiques auprès des colons anglais visant à rendre leurs biens aux Français ne donnant pas les résultats escomptés, une escadre de six navires sous les ordres de François de Rotondy, sieur de Cahuzac, engage un combat contre trois navires anglais fin septembre 1629 lors de la bataille de l'Anse-aux-Papillons et contraint ces derniers à rendre leurs terres à 350 colons français.
Afin de commercer avec les colons français et anglais qui cultivent le tabac, les Zélandais jettent les bases d'une colonie-entrepôt sur l'île voisine de Saint-Eustache. Les Néerlandais monopolisent ainsi le commerce des Antilles françaises jusque dans les années 1660-1670.
En 1671, la colonie anglaise de Saint-Christopher et l'île de Niévès sont intégrés avec les Îles Vierges britanniques et Anguilla à la colonie des Îles-sous-le-Vent britanniques.

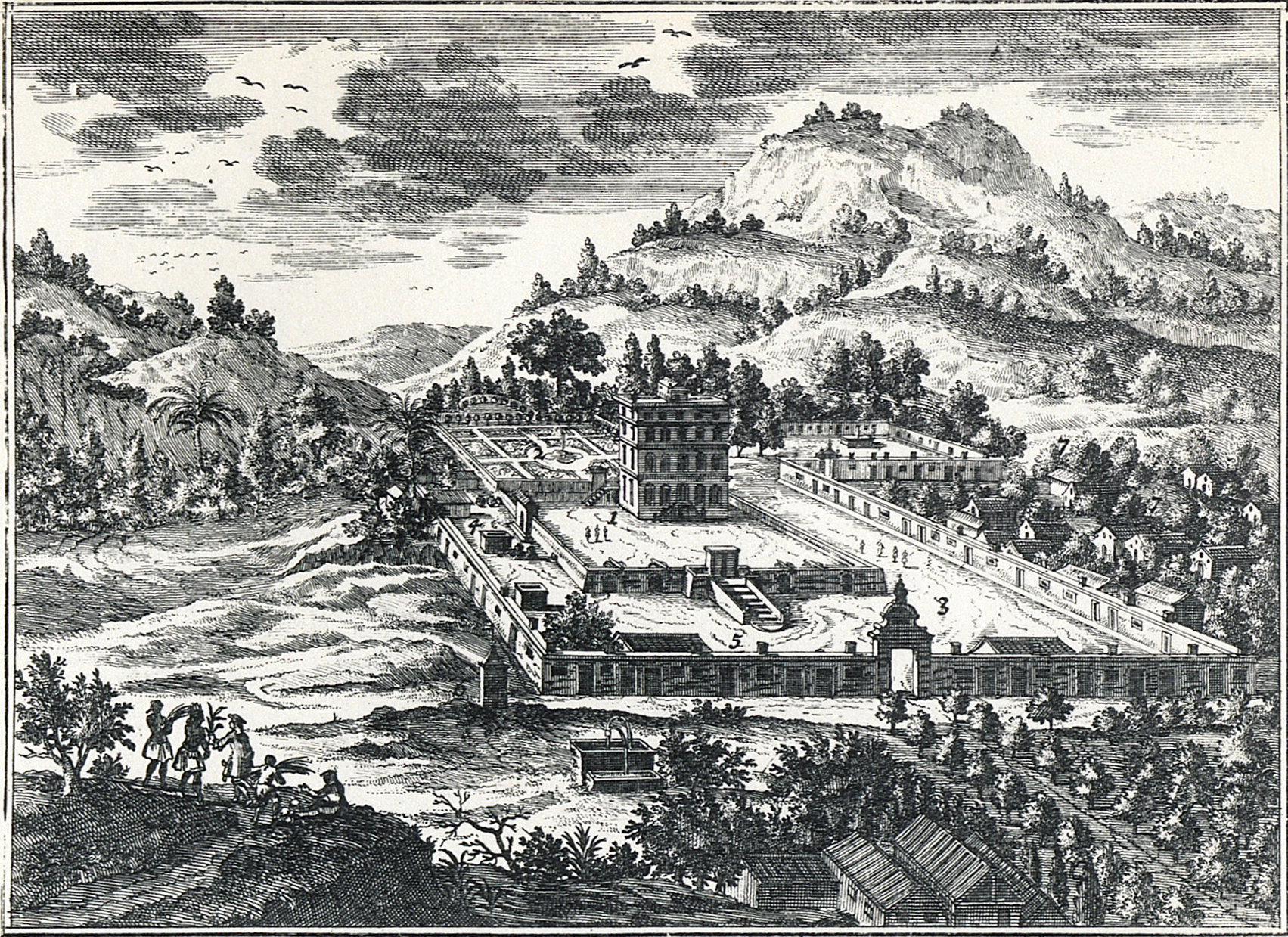
Château du général de Poincy dans son habitation de la Grande Montagne (vers 1700)
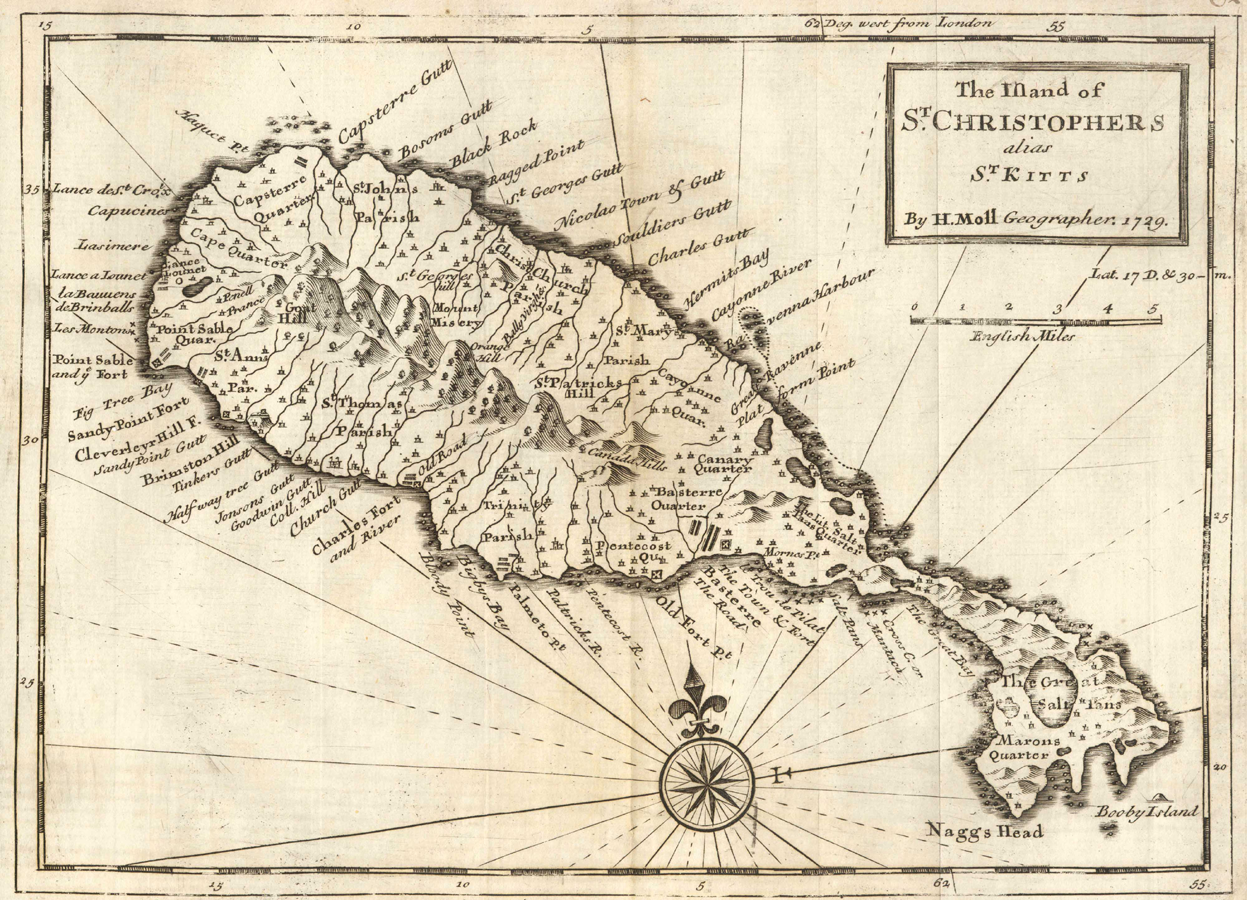
Herman Moll Carte (1729)
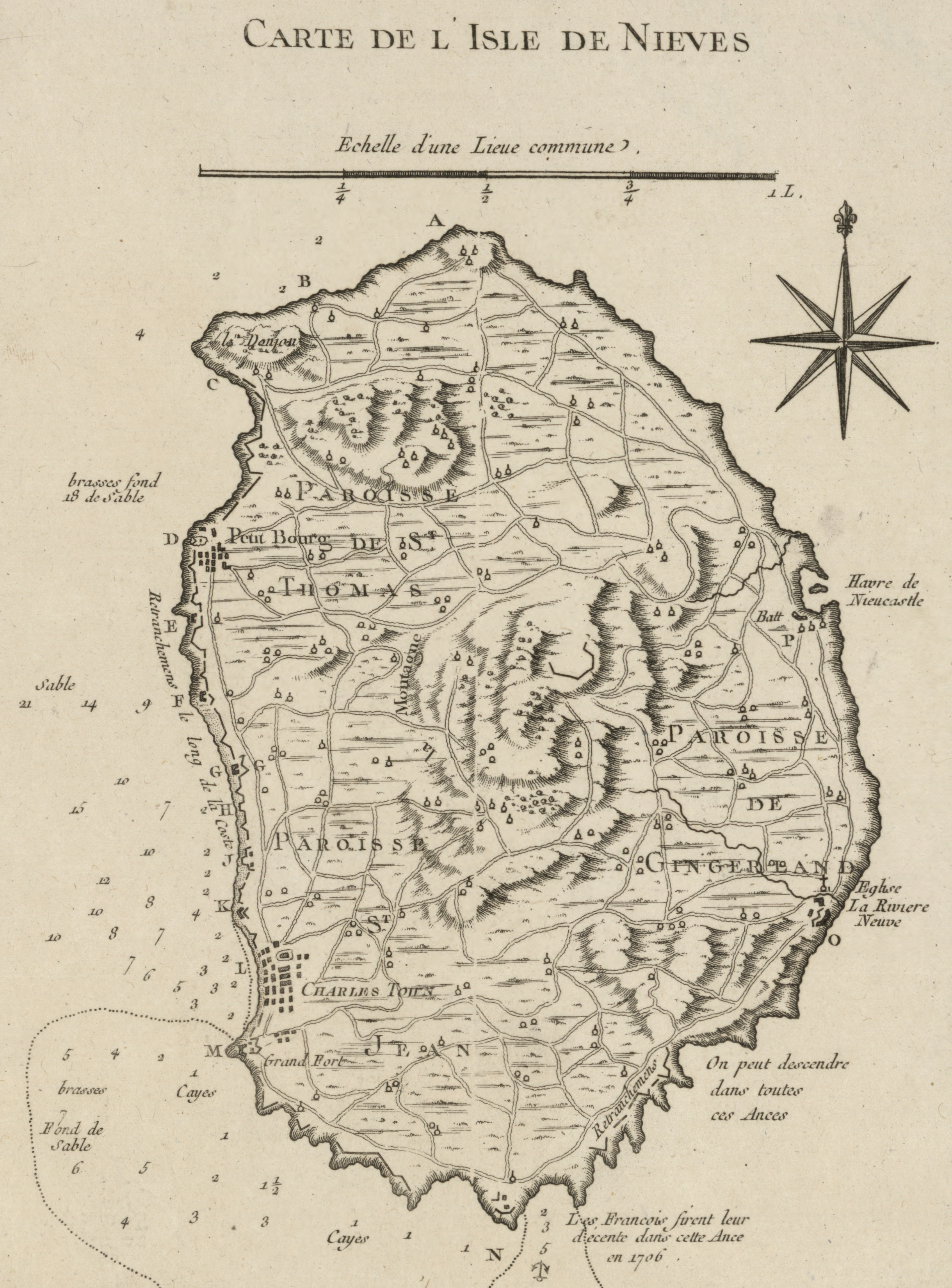
J. N. Bellin, Carte de l'isle de Nieves (1764c)

### Période coloniale britannique (1713-1983)

#### Cession à la Grande-Bretagne
La France cède Saint-Christophe à la Grande-Bretagne par le traité d'Utrecht en 1713 qui met fin à la guerre de Succession d'Espagne.

#### Brève occupation française
En janvier 1782, dans le cadre de la guerre d'indépendance des États-Unis qui oppose la Royal Navy à la flotte royale française, l'île de Saint-Christophe est attaquée par les Français lors de la bataille de Saint-Christophe. L'escadre de l'Amiral de Grasse débarque une forte troupe commandée par le marquis de Bouillé qui contraint la garnison anglaise à la capitulation malgré une contre-attaque de la Royal Navy menée par Hood. Bouillé s'empare des îles de Saint-Christophe, Niévès et Montserrat le 12 février. Ces îles sont restituées au Royaume-Uni lors du traité de Versailles de 1783.

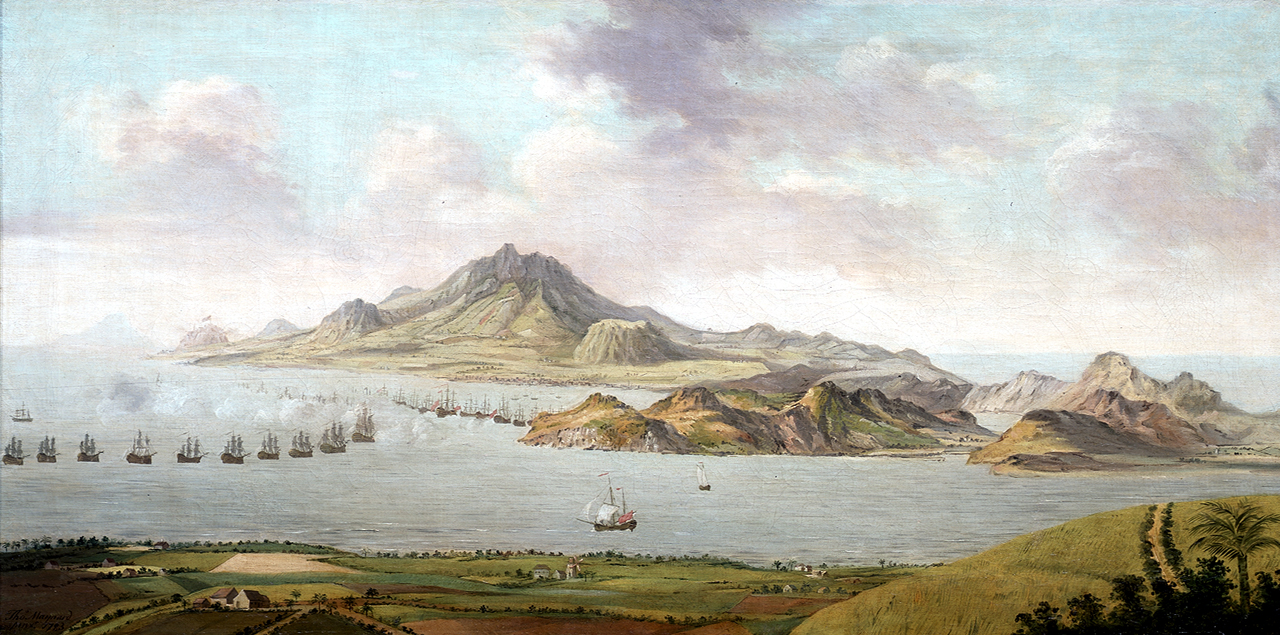
Bataille navale de Saint-Christophe, le 26 janvier 1782. De Grasse affronte Hood après avoir mis à terre les troupes du marquis de Bouillé qui s'empare de l'île le 12 février. (Tableau de Thomas Maynard, 1783.)

La colonie des Îles-sous-le-Vent britanniques est dissoute en 1816, puis recréée en 1830. Elle est nommée Colonie fédérale des Îles-sous-le-Vent (1871), puis Territoire des Îles-sous-le-Vent (1956).

#### Abolition de l'esclavage

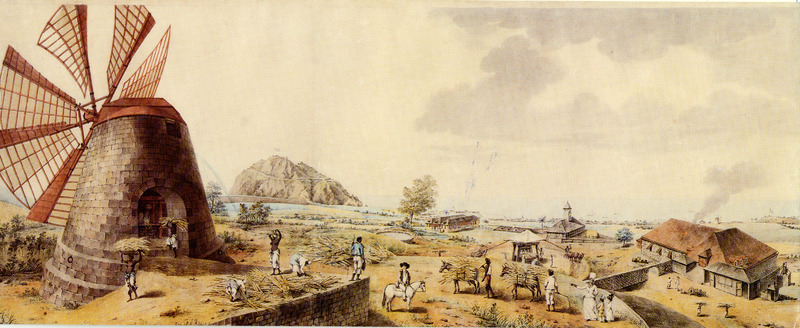
Esclaves au travail dans une plantation sucrière de Saint-Christophe en 1795.

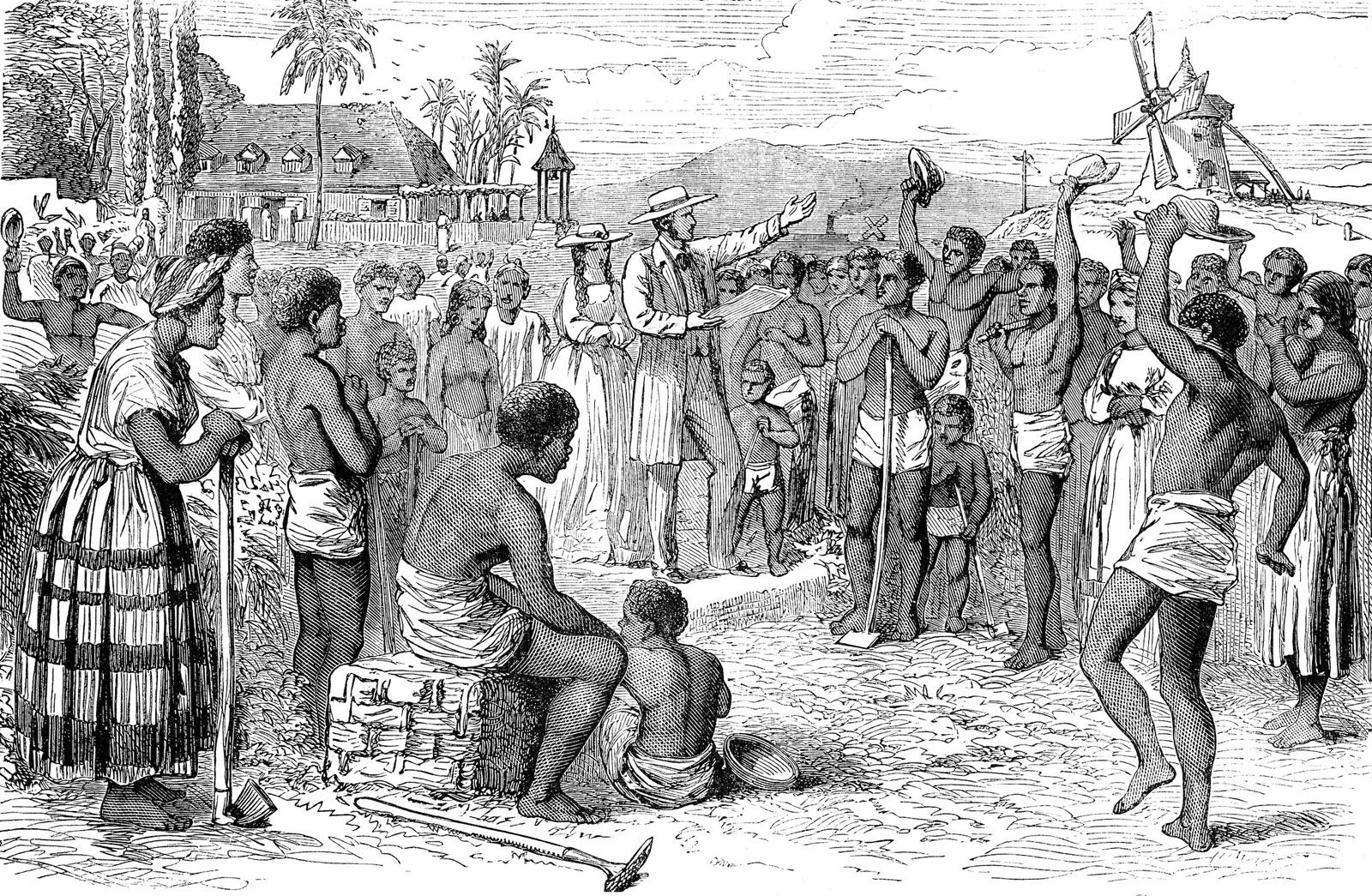
Esclaves d'une plantation des Antilles britanniques recevant la nouvelle de leur émancipation.

La grande révolte des esclaves en Jamaïque précipite l'abolition de l'esclavage dans les colonies britanniques. Celle-ci est proclamée le 1er août 1834, et émancipe 19 780 esclaves à Saint-Christophe, et 8 815 à Niévès. Toutefois, l'émancipation s'accompagne d'une période d'apprentissage de 4 ans, au cours de laquelle les nouveaux libres travaillent pour leurs anciens maîtres sans être rémunérés.
De même, la loi comporte une clause d'indemnisation des propriétaires d'esclaves de tous leurs colonies. Ces derniers perçoivent au total vingt millions de livres sterling,, débloquées pour l'essentiel sous forme d'emprunt à la Banque Rothschild, et dont le contribuable britannique finit de rembourser les emprunts en 2015, soit deux cent ans plus tard.
Selon l'historienne Stéphanie Tamby-Lai Kong Ling : « En indemnisant les maîtres au lieu des victimes, les sociétés coloniales ont approfondi les blessures de l’esclavage et ont posé les fondations d’inégalités structurelles qui perdurent ». De plus, les grandes plantations restent entre les mains des riches familles.

#### Années 1900-1950
Au début du siècle, les producteurs de sucre s'associent dans une usine centrale de raffinage, et un chemin de fer de transport de la production au port (1912). La première automobile de Nevis arrive en 1912, une Ford modèle T. Le système téléphonique, établi à Saint-Kitts en 1896, inclut Nevis en 1913. Theodore Roosevelt et son épouse Edith Roosevelt visitent Saint-Kitts en 1916. Le "London Electric Theatre" ouvre à Saint-Christophe en 1917.
Pendant la Première Guerre mondiale, la production de coton complète celle du sucre, mais décline dès 1922 après l'apparition du charançon. 
Par la Grande Dépression, le gouvernement devient le plus grand propriétaire foncier de Nevis, par l'abandon et/ou la réquisition de domaines pour non-paiement des impôts. De 1934 à 1939, l'agitation est très forte dans toute la production sucrière caribéenne.
De 1900 à 1929, la population de Saint-Kitts chute de 43 %, et à Nevis de 9 %.
En 1954, l'électricité parvient sur le territoire.

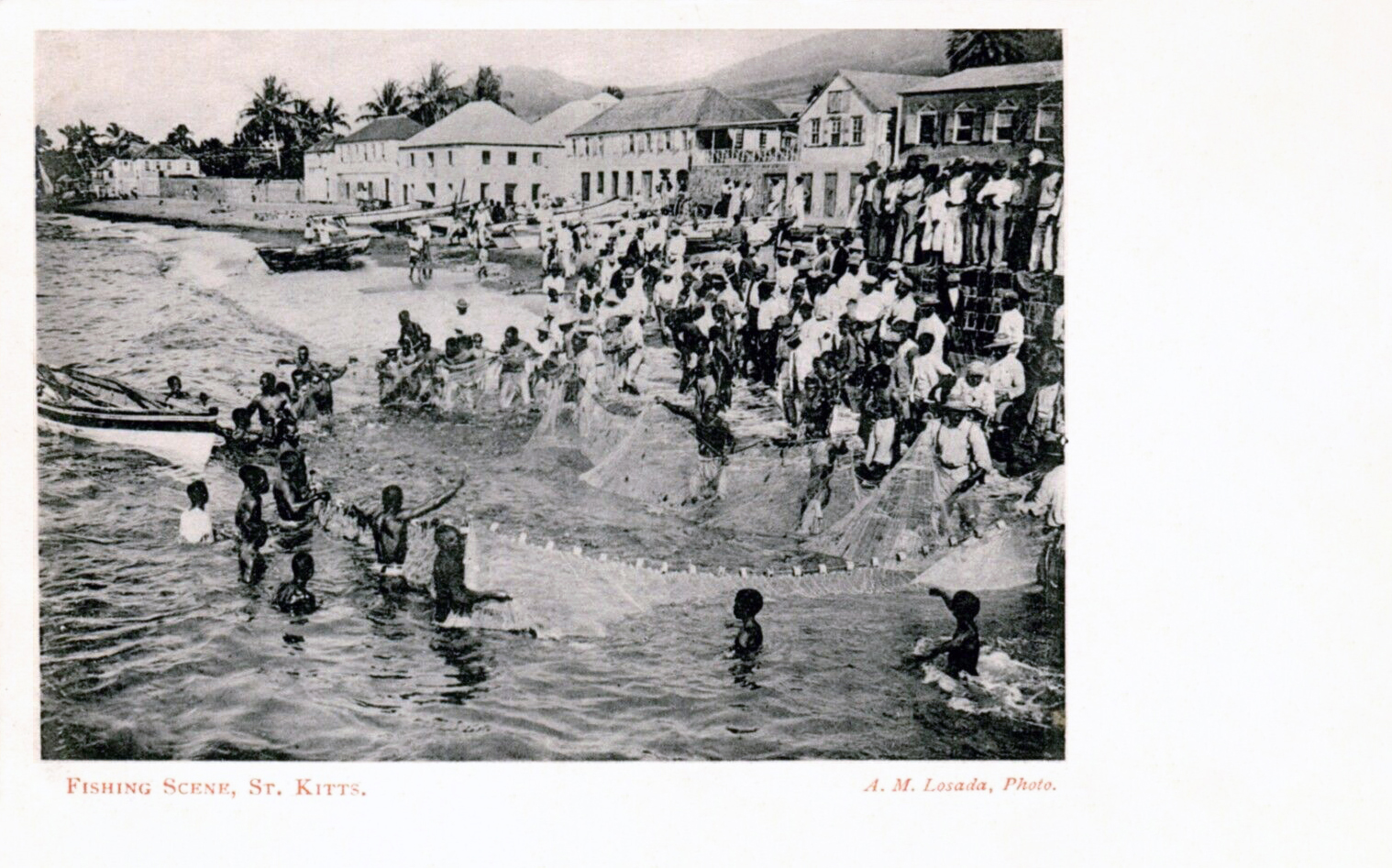
Scène de pêche (1902)
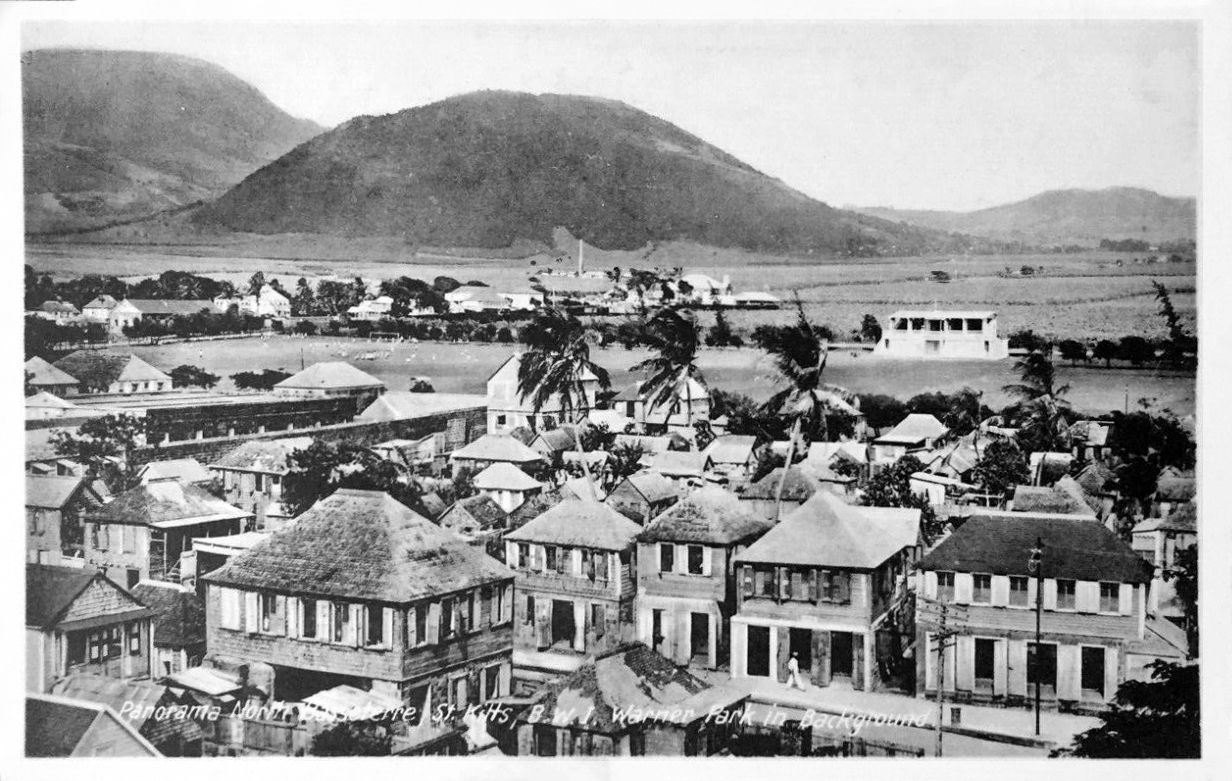
Basseterre (1908)
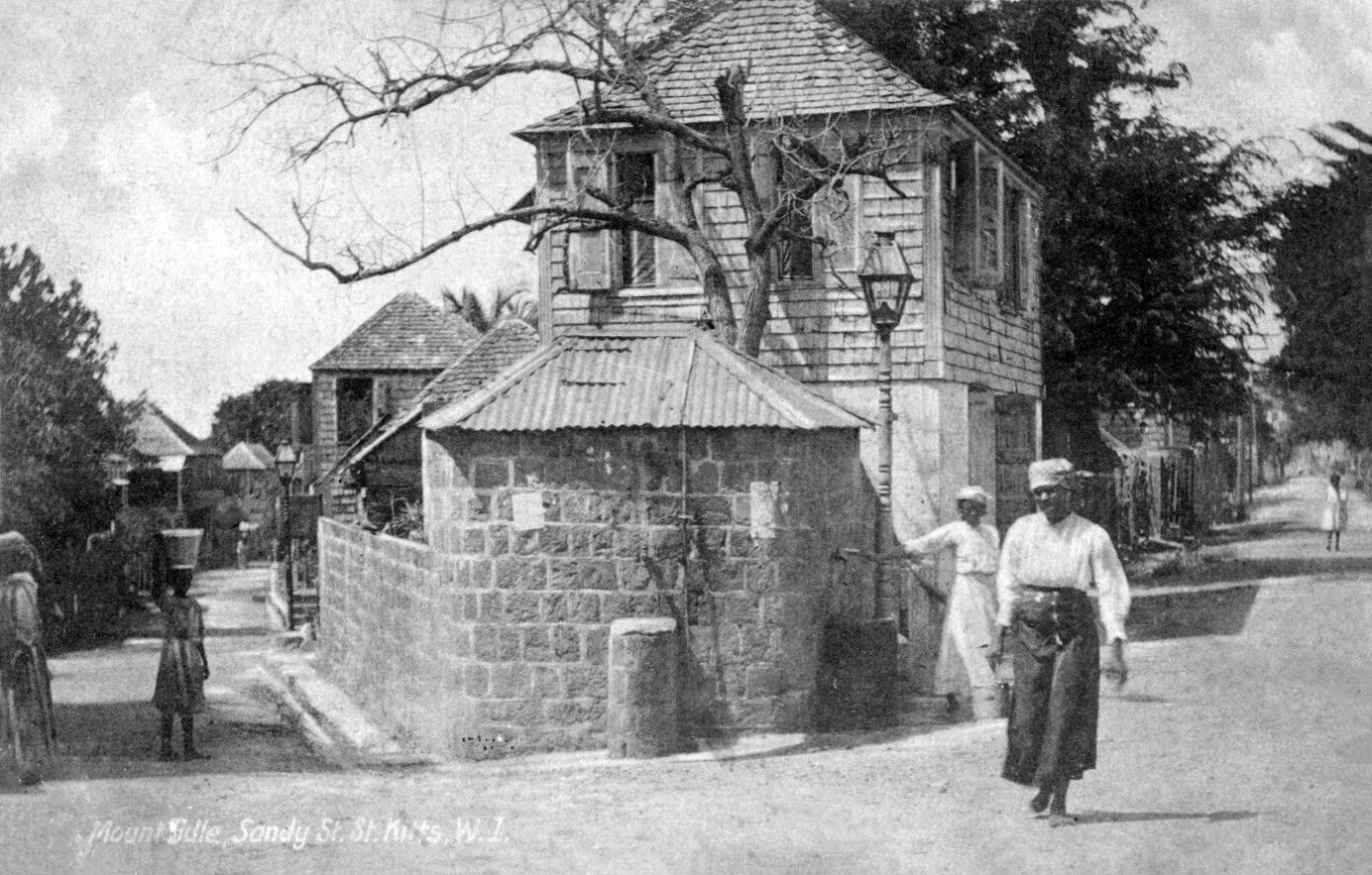
Mont Idle (1908c)
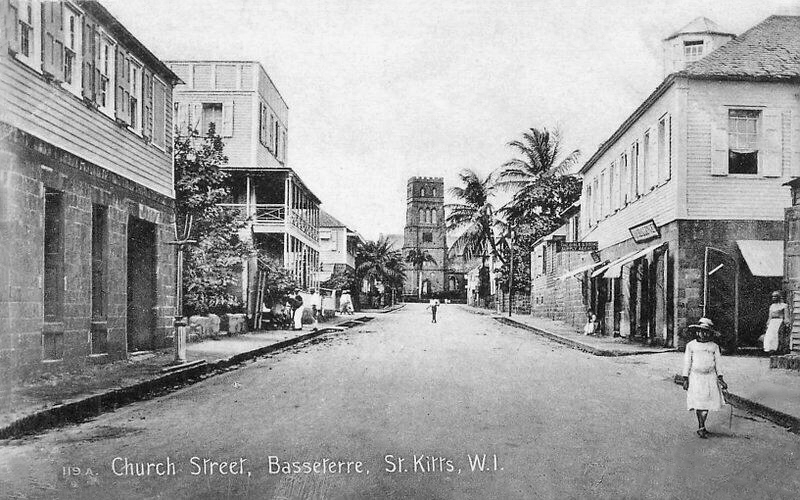
Basseterre (1910)
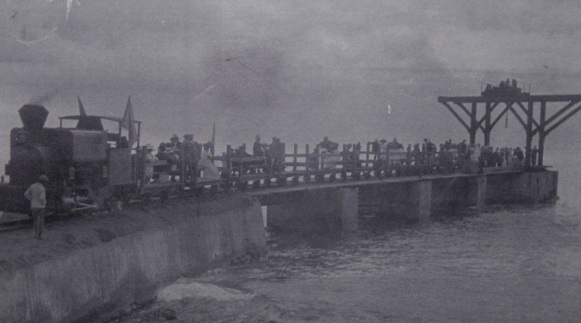
Port et chemin de fer sucrier (1912)

#### Vers l'indépendance (1958-1983)
Le 3 janvier 1958, la plupart des îles qui la composent rejoignent la Fédération des Indes occidentales à laquelle le Royaume-Uni souhaite accorder l'indépendance. La fédération est dissoute le 31 mai 1962 et laisse la place à la colonie britannique de Saint-Christophe-Niévès-Anguilla (1958-1983).
Le 27 février 1967, le Royaume-Uni accorde un statut d'autonomie à l'État associé de Saint Christopher, Nieves et Anguilla. Les trois îles Saint-Christophe, Niévès et Anguilla forment un État associé à la couronne britannique avec une totale autonomie interne. 
Le 16 juin, Anguilla se rebelle et se retire unilatéralement de l'État associé. 
Cette situation est entérinée par la Grande-Bretagne en 1971.
Cependant, l'État associé de Saint Christopher, Nieves et Anguilla existe de jure jusqu'en 1983.

## Indépendance (1983)
Le 19 septembre 1983, Saint-Christophe, conjointement avec Niévès, obtient l'indépendance et un siège à l'ONU en tant que fédération de Saint-Christophe-et-Niévès.
Lorsque Saint-Christophe-et-Niévès accède à l'indépendance vis-à-vis du Royaume-Uni en 1983, le pays se constitue en fédération et Niévès est doté d'un gouvernement autonome.

## Années 2000

### Galerie de dirigeants récents
Gouverneur(e) général(e) :

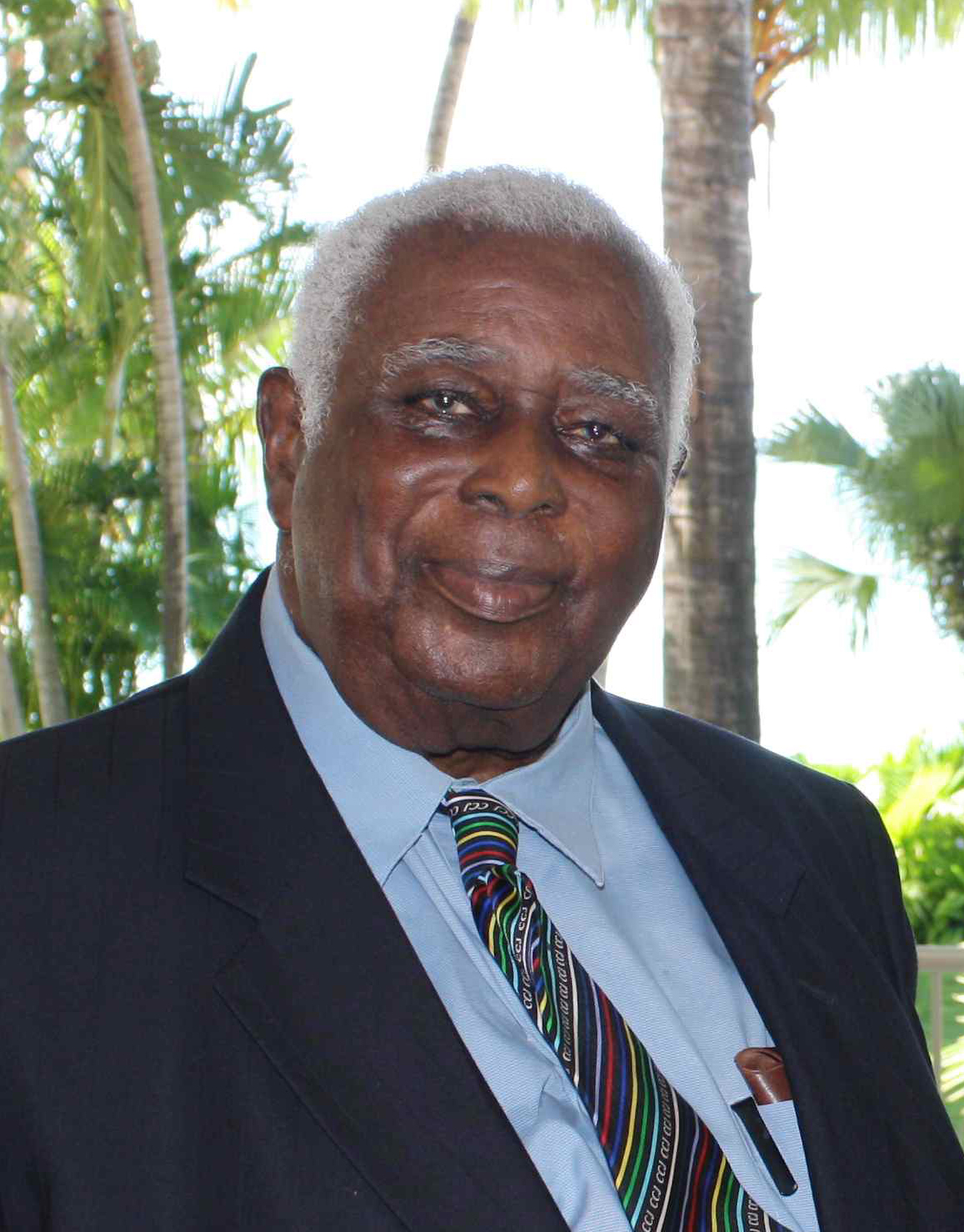
Cuthbert Sebastian 1996-2013
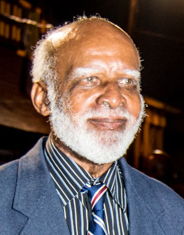
Edmund Lawrence 2013-2015
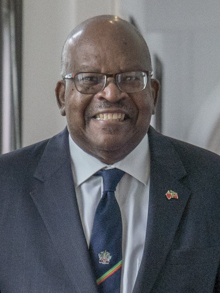
Tapley Seaton 2015-2023
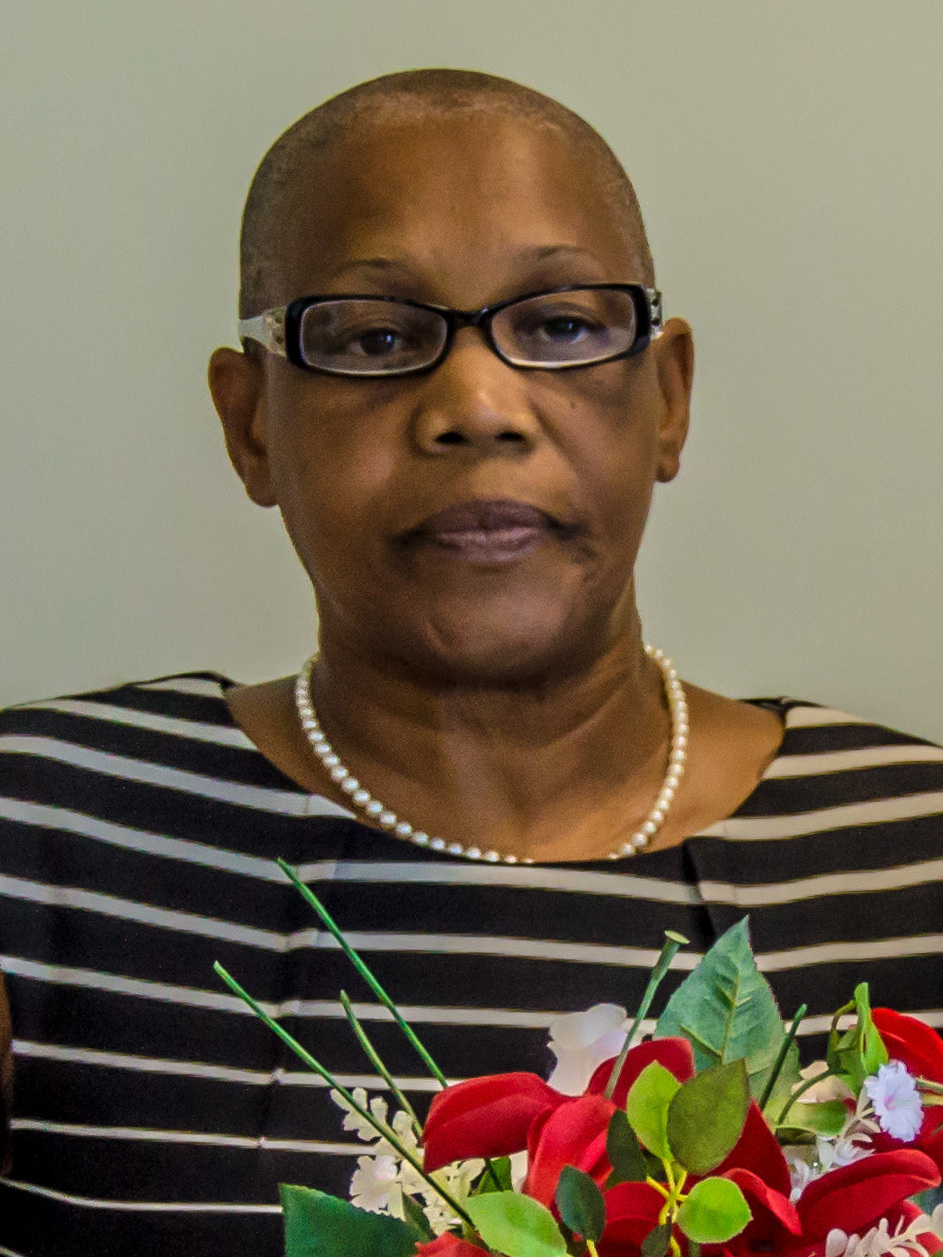
Marcella Liburd 2023-présent

Premi-er/ère ministre :

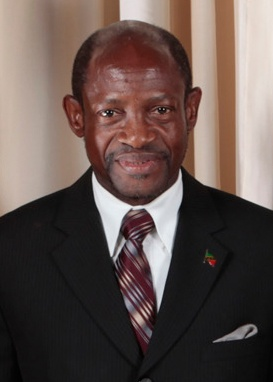
Denzil Douglas 1995-2015
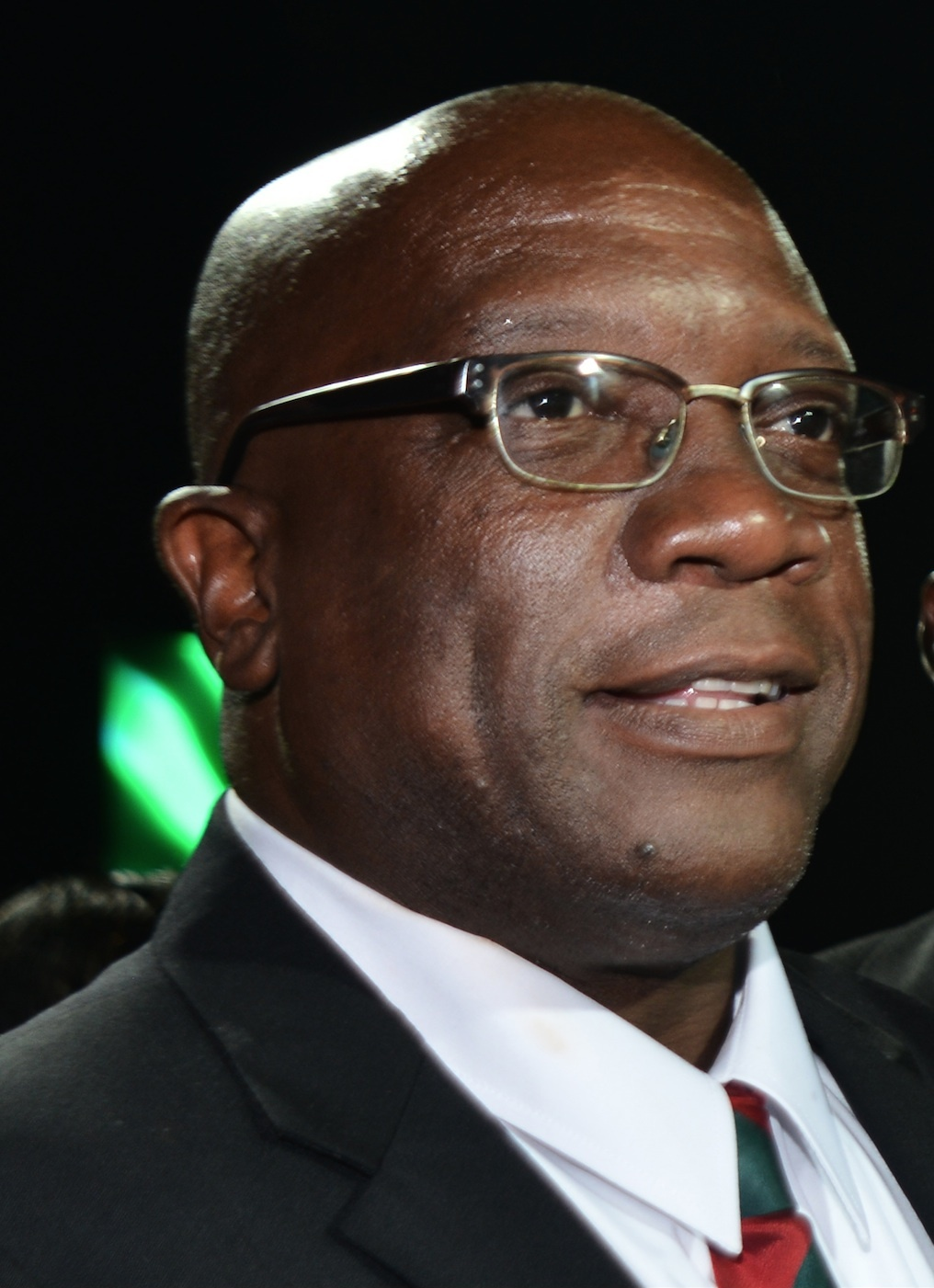
Timothy Harris 2015-2022
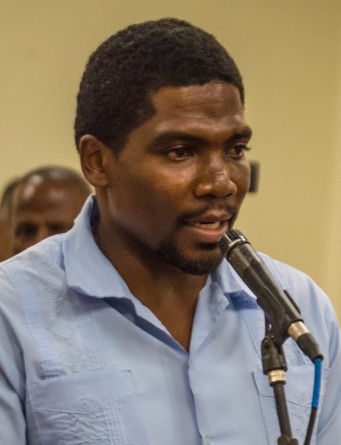
Terrance Drew 2022-présent

### Sources
- (en) Cet article est partiellement ou en totalité issu de l’article de Wikipédia en anglais intitulé « History of Saint Kitts and Nevis » (voir la liste des auteurs).

### Lectures approfondies
- Jedidiah Morse, « Bahama Islands », dans The American Gazetteer, Boston (Massachusetts), S. Hall, and Thomas & Andrews, 1797 (lire en ligne)

#### Saint-Christophe-et-Niévès
- Saint-Christophe (colonie française) (1625-1713)
- Thomas Warner (1580c-1649), explorateur britannique (au Guyana), et installé à Saint-Chritophe en 1624
- Liste des gouverneurs de la partie française de Saint-Christophe (1625-1702)
- Philippe de Longvilliers de Poincy (1584-1660), gouverneur et planteur esclavagiste
- Génocide Kalinago (en) (1626)
- Bataille de l'Anse-aux-Papillons (1629), contexte de guerre de Trente Ans
- Bataille de Saint-Christophe en 1629 (en)
- Compagnie des îles d'Amérique (1635-1651)
- Colonisation hospitalière des Amériques (1651-1665, avec Saint-Barthélemy, Sainte-Croix, Saint-Martin)
- Îles-sous-le-Vent britanniques (1671-1816, 1833-1960)
- Plantation de Spooners (depuis 1680c), propriété sucrière importante et célèbre (avec invention d'une égreneuse de coton)
- Habitation de la Grande Montagne
- Énigme de Briggs (en), pilier (en grès gris, trouvé à Névis) sculpté de quatre personnages féminins ni amérindiens ni africains (1 m. de haut, British Museum)
- Bataille de Saint-Christophe (1782 opposant Samuel Hood (1er vicomte Hood) et François Joseph Paul de Grasse
- Siège de Brimstone Hill (1782) par les Français de François Claude de Bouillé, contexte de la guerre d'indépendance des États-Unis
- Ouragan Antigua-Charleston de 1804 (en)

#### 1900
- Saint-Christophe-Niévès-Anguilla (1958-1983)
  - Fédération des Indes occidentales (1958-1962)
  - États associés des Indes occidentales (1967-1983), dont État associé de Saint Christopher, Nieves et Anguilla
  - République d'Anguilla (1967-1969), soulèvement et sécession
- Résolution 537 du Conseil de sécurité des Nations unies (1983)
- Désastre du ''Christena'' (en) (1970, naufrage de ferry)

#### 2000
- Démographie de Saint-Christophe-et-Niévès
- Créole de Saint Kitts (en)
- Économie de Saint-Christophe-et-Niévès (canne à sucre, tourisme, paradis fiscal), dollar de Saint-Kitts (en)
- Politique à Saint-Christophe-et-Niévès
  - royaume du Commonwealth (1983), monarchie christophienne, gouverneur général de Saint-Christophe-et-Niévès
  - Assemblée nationale (Saint-Christophe-et-Niévès), premier ministre de Saint-Christophe-et-Niévès
- Ouragans à Saint-Christophe-et-Niévès (en)